# Кастениеро
Кастениѐро (на италиански и на венециански: Castegnero) е малко градче и община в Северна Италия, провинция Виченца, регион Венето. Разположено е на 22 m надморска височина. Населението на общината е 2939 души (към 2015 г.).